# Paranoid (película)
Paranoid es una película de 2000, dirigida por John Duigan, que fue hecha para lanzamiento en cines pero luego tuvo solo un muy limitado lanzamiento internacional. Según el portal IMDb, solo fue estrenada en Hong Kong, España y Corea del Sur. Fue lanzada directamente en vídeo o streaming en el resto de los países. Es protagonizada por Jessica Alba y Iain Glen.

## Elenco
- Jessica Alba - Chloe Keane
- Iain Glen - Stan
- Jeanne Tripplehorn - Rachel
- Ewen Bremner - Gordon
- Mischa Barton - Theresa
- Kevin Whately - Clive
- Oliver Milburn - Toby
- Gary Love - Ned